# Реформатская христианская церковь Словакии
Реформатская христианская церковь Словакии (Reformovaná kresťanská cirkev na Slovensku, Szlovákiai Református Keresztyén Egyház, РХЦС) — одна из протестантских церквей Словакии.

## История
Создана в 1918 году рядом бывших благочиний ВРЦ оказавшихся на территории Чехословакии.

## Организация
Высший орган - Синод (Synod, Zsinat), между синодами - Синодальный совет (Synodná rada, Zsinati Tanács), высшее должностное лицо - епископ (biskup, püspök) и генеральный куратор (generálny kurátor, főgondnok). РХЦС состоит из благочиний (Seniorát, Egyházmegyék):
- Братиславское благочиние (Bratislavský seniorát)
- Комарнанское благочиние (Komárňanský seniorát)
- Тековское благочиние (Tekovský seniorát)
- Гемерское Благочиник (Gemerský seniorát)
- Аболвско-турневское благочиник (Abovsko-turniansky seniorát)
- Земплинское благочиния (Zemplínsky seniorát)
- Ужское благочиние (Užský seniorát)
- Михаловское благочиние (Michalovský seniorát)
- Ондавско-Хорнадское благочиние (Ondavsko-hornádsky seniorát)[7]

Благочиния состоят из приходов (Cirkevné zbory, Egyházközségek).
Благочиния
Высший орган благочиния - общее собрание (valné zhromaždenie), высшие должностные лица благочиния - благочиний (senior) и куратор (seniorálny kurátor).
Приходы
Высший орган прихода - приходское собрание, между приходскими собраниями - пресвитериум (presbyterstvo), высшие должностные лица прихода - пастор (pastier) и куратор (kurátor).

## Список епископов
- Имре Варга (1953-1980)
- Жигмонд Хорват (1984-1988)
- Енё Мико (1988-1996)
- Геза Эрдельи (30 мая 1996 - январь 2009)
- Ласло Фазекаш (с 2009 года)